# ヴィーナスの誕生 (ブグロー)
『ヴィーナスの誕生』（仏: La Naissance de Vénus, 英: The Birth of Venus）は、19世紀のフランスの画家ウィリアム・アドルフ・ブグローの有名な絵画作品のひとつである。

## 概要
『ヴィーナスの誕生』は24歳であるブグローが1879年のサロンに出展した。ブグローはこの作品で若手芸術家の登竜門とされるローマ大賞を受賞した。同じ年にリュクサンブール美術館に展示されるために買い上げられた。1920年までリュクサンブール美術館で展示された後、ナント美術館で保管され、1979年からパリのオルセー美術館で展示されている。
ギリシア神話の女神アプロディテ（ヴィーナス）の誕生を主題とした作品で、成熟した女性として、海からキプロスのパフォスまで貝殻に乗って移動する場面を描いている。題材や構図は、ラファエロ・サンツィオの『ガラテイアの勝利』や、サンドロ・ボッティチェリの『ヴィーナスの誕生』といった巨匠たちの有名な作品を踏まえているが、ブグローの描いたヴィーナスは、より女性らしい曲線が強調され、官能的な作品となっている。
ヴィーナスはホタテガイの貝殻のなかで裸で立ち、その貝殻をヴィーナスの象徴のひとつであるイルカがひっぱっている。クピードーおよびプシューケーをふくむ15人のプットと、何人かのニュンペーらとケンタウロスらが、ヴィーナスの到着を目撃するべく集まっている。大部分の人物は彼女を見つめていて、そしてケンタウロスのうち2頭は巻き貝とトリトンのほら貝を吹奏して彼女の到着を知らせている。
ヴィーナスのモデルは、ベルギーの貴族、外交官のウジェーヌ1世・ド・リーニュの末娘、マリー・ジョルジーヌ・ソフィー・エドウィッジ・ウジェニー（1843-1898）とされている。またヴィーナスは前の年の1878年にブグローが描いた『ニンファエウム』の左端のニュンペーとほぼ同じポーズをしている。

## ギャラリー

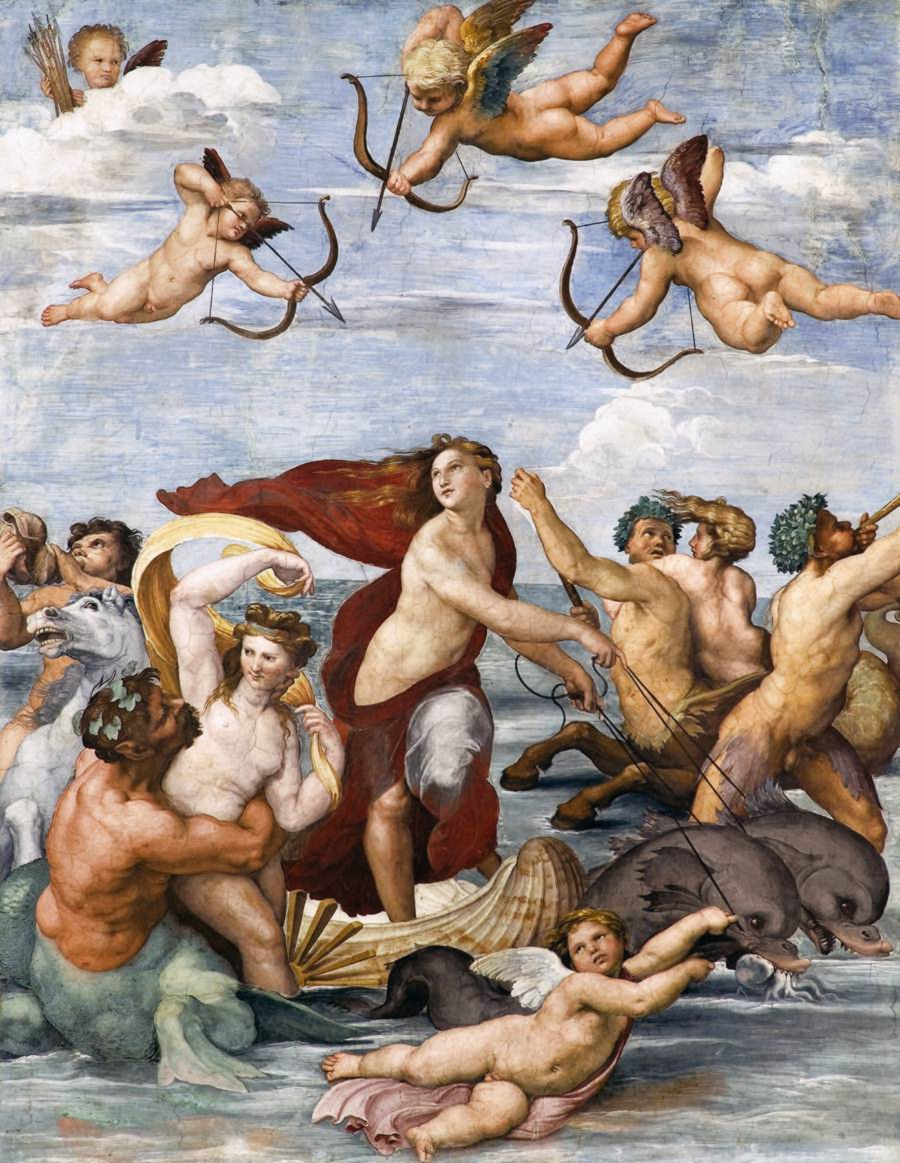
ラファエロ・サンティ 作『ガラテイアの勝利』(1514年頃)
サンドロ・ボッティチェッリ作『ヴィーナスの誕生』(1483年頃)
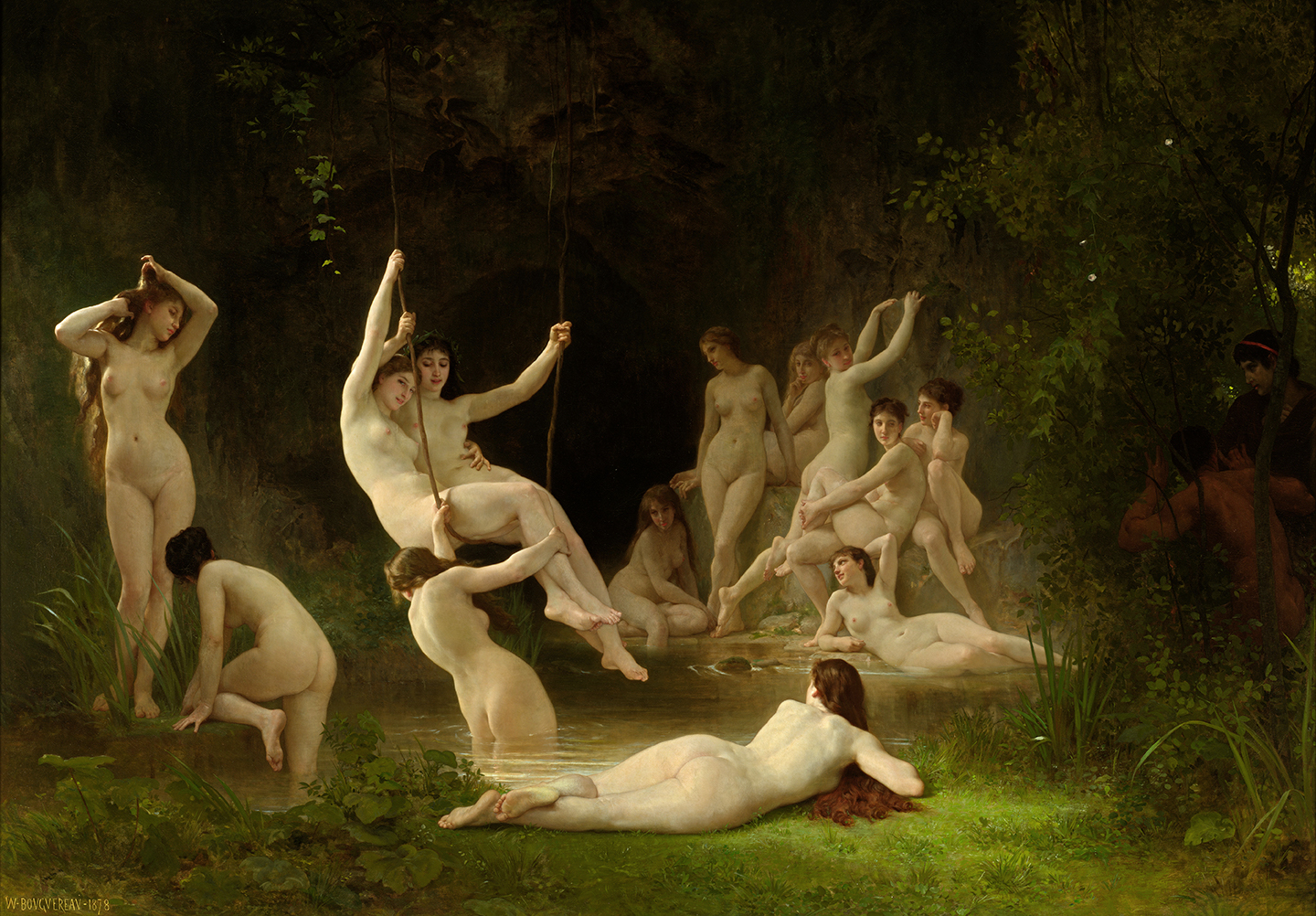
ブグロー作『ニンファエウム』(1878年)